# Papilio phorcas
Papilio phorcas är en fjärilsart som beskrevs av Pieter Cramer 1775. Papilio phorcas ingår i släktet Papilio och familjen riddarfjärilar.
Artens utbredningsområde är Tanzania. Inga underarter finns listade i Catalogue of Life.

## Bildgalleri

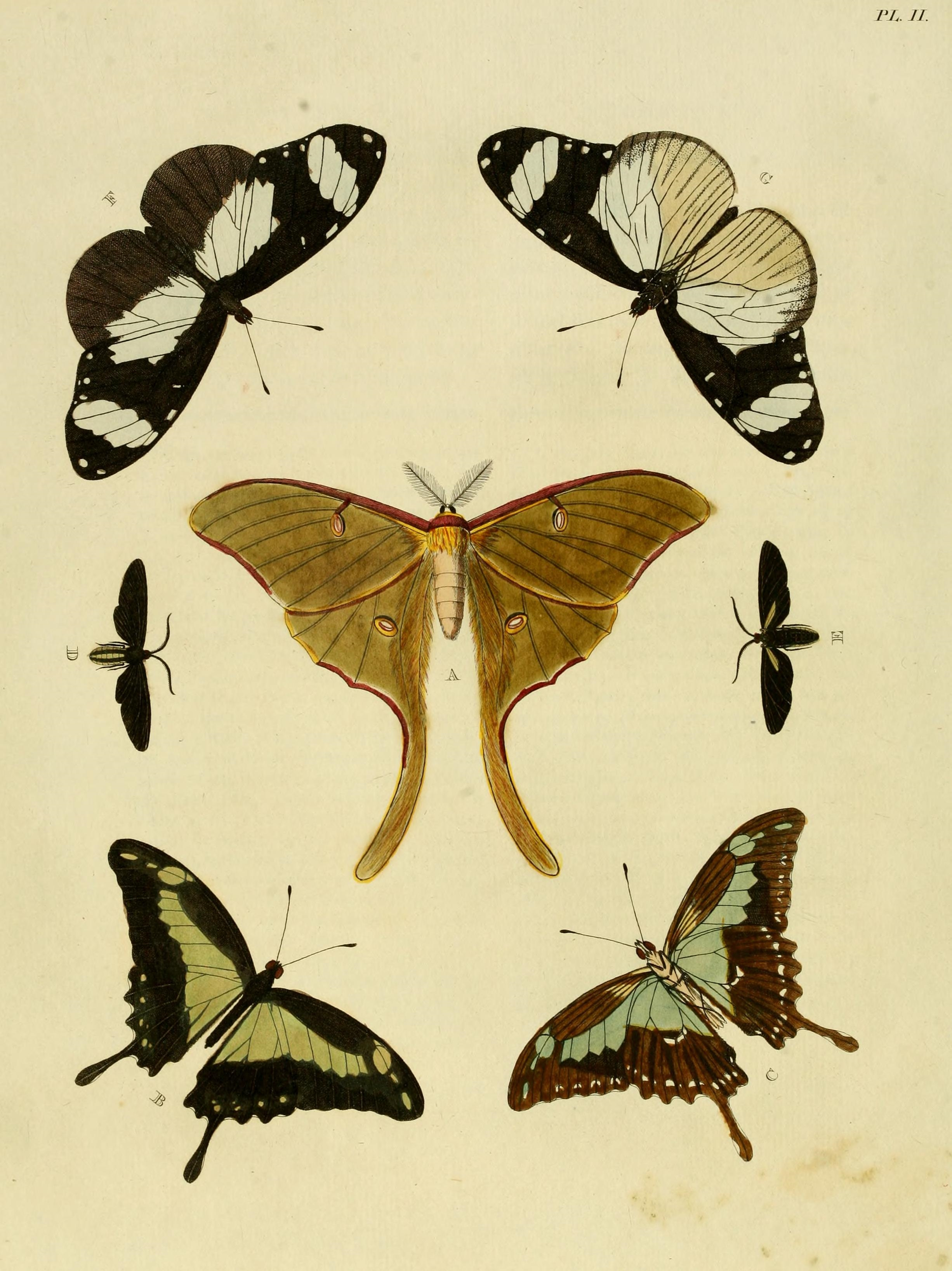
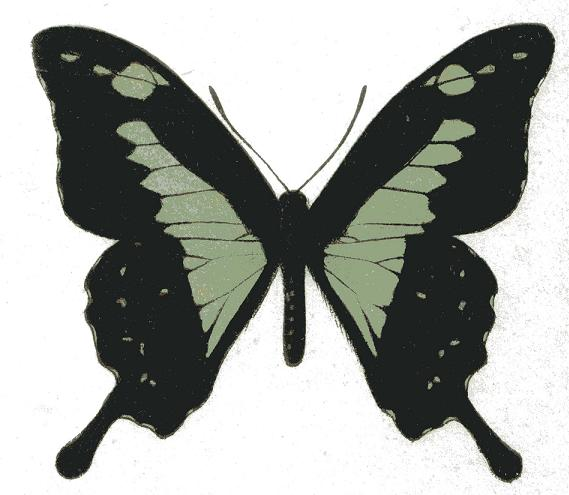
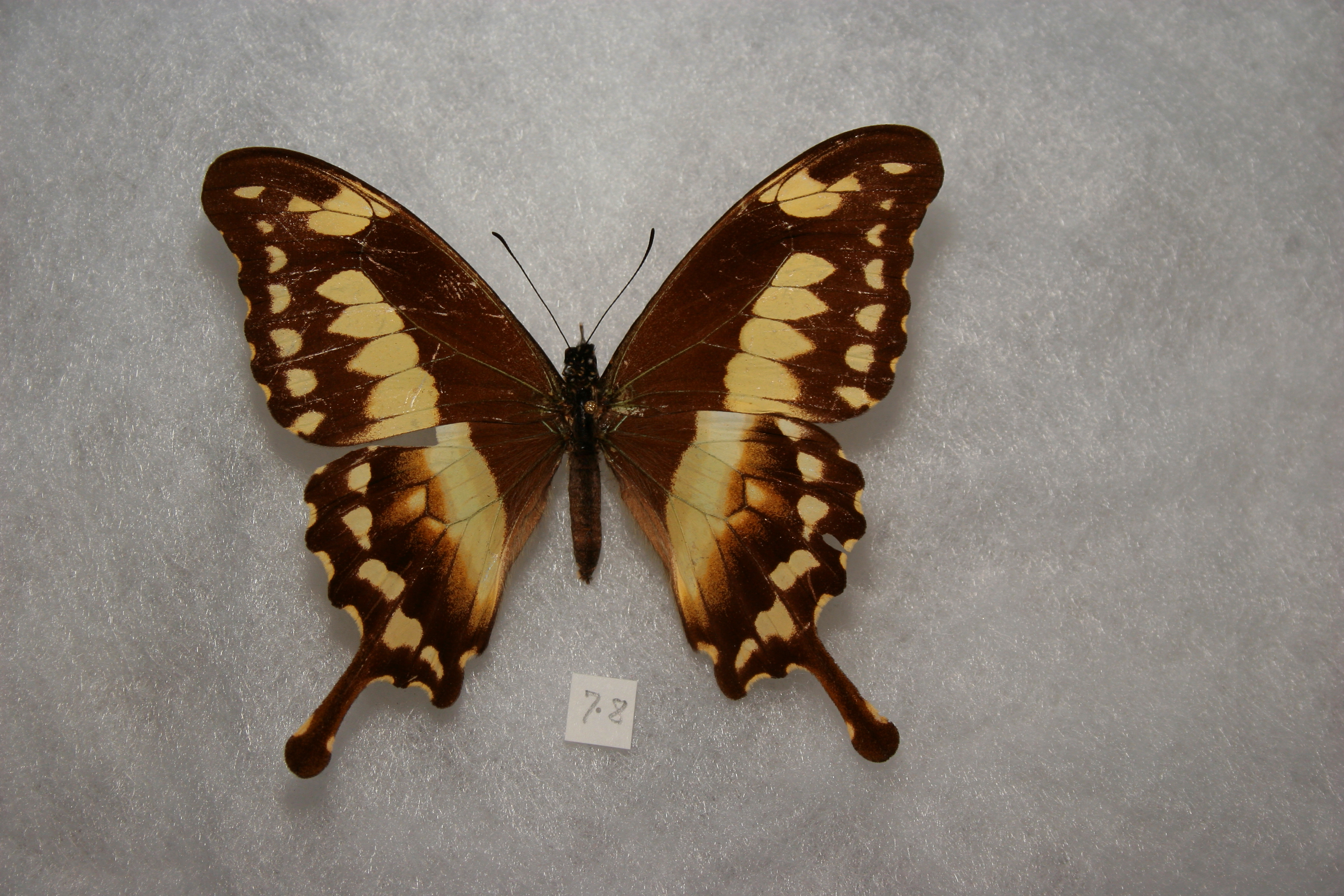
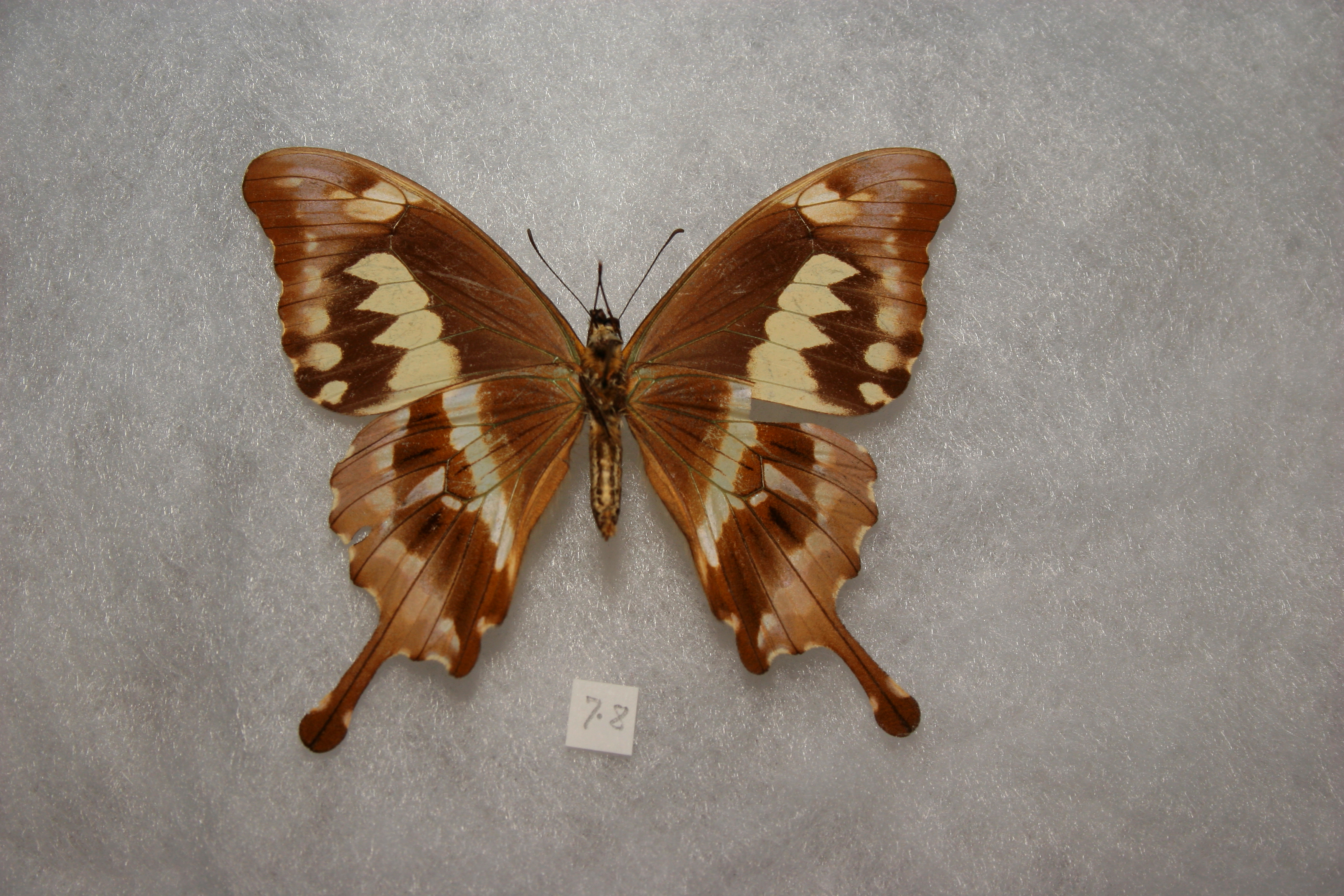
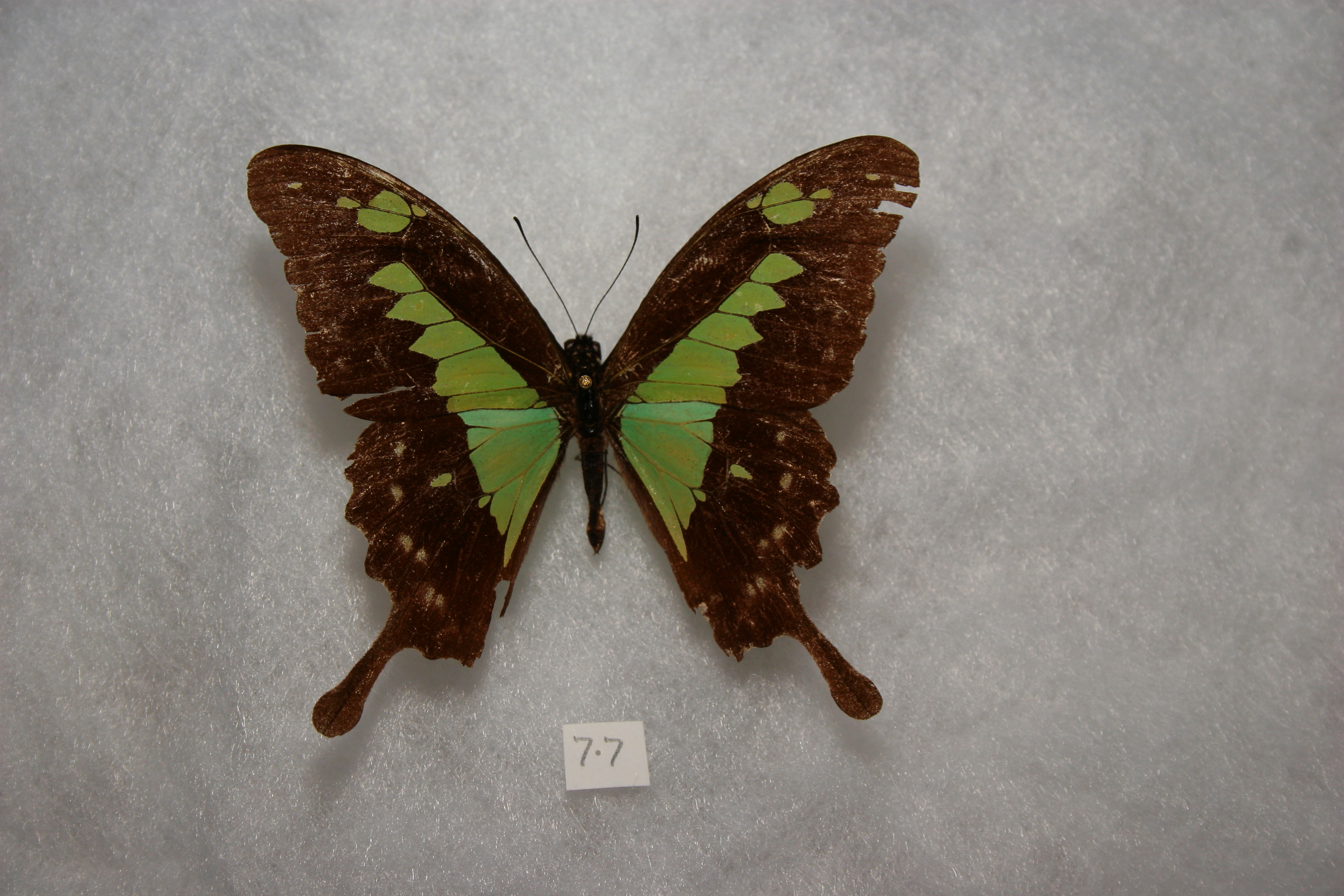
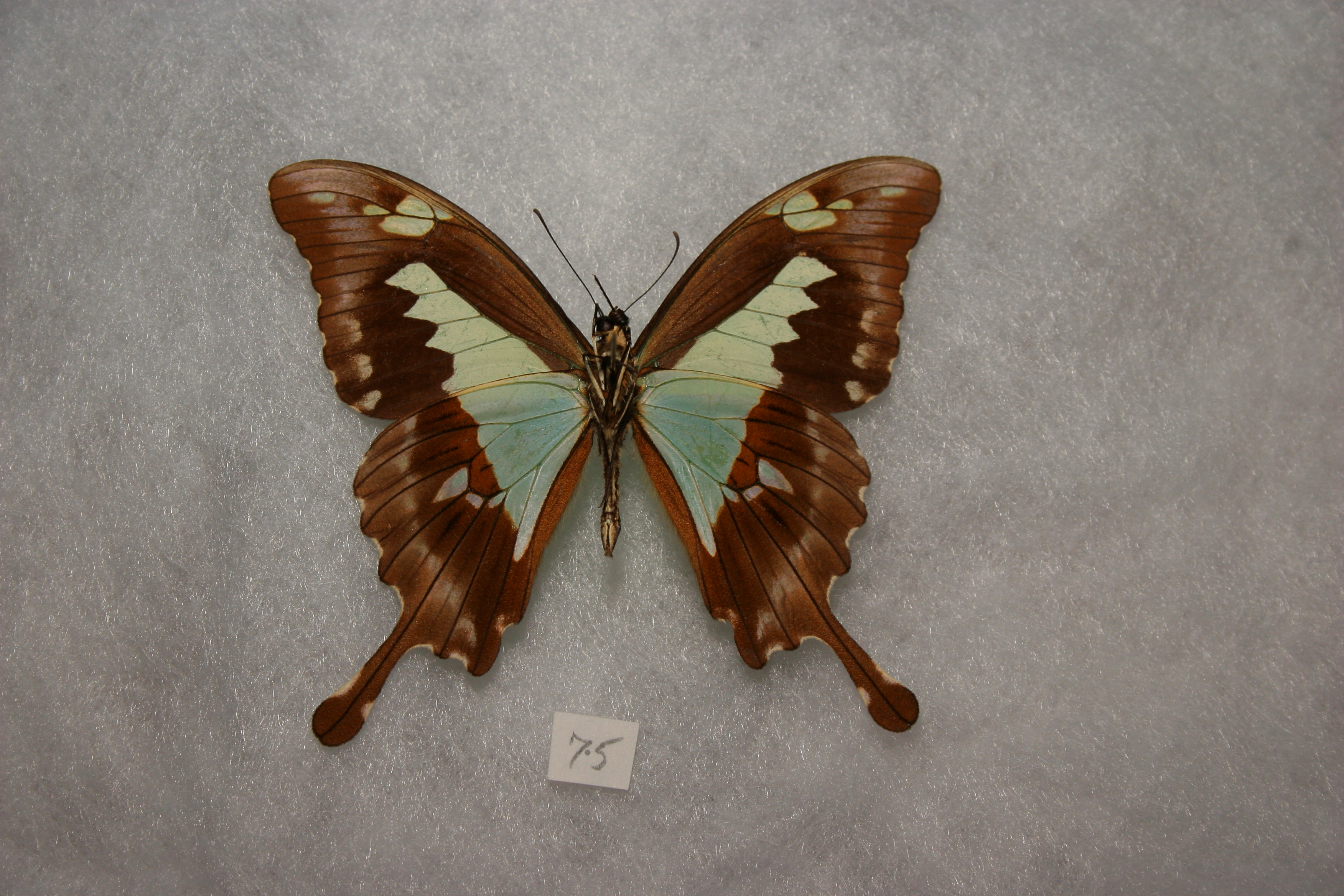